# ラフ (漫画)
『ラフ』（ROUGH）は、あだち充による、高校競泳界をテーマとした日本の漫画作品、およびそれを原作とした映画作品。1987年17号から1989年40号まで『週刊少年サンデー』（小学館）にて、連載。コミックスは全12巻、ワイド版は全6巻、文庫版全7巻、My First WIDE版全4巻。累計発行部数は1500万部を記録している。
2006年8月26日に、長澤まさみと速水もこみちの共演で実写映画『ラフ ROUGH』が東宝系で公開された。

## 概要
作品中に登場するプール棟や飛び込み台などは取材先の埼玉栄高等学校のものを基に作画されている。また、主人公達が入寮している学生寮のモデルは福岡大学附属大濠高等学校の舞鶴寮である。学校の風景描写に使われていることが多いのは、東京都立第四商業高等学校。
あだち充を特集した雑誌においては、他の「野球モノ」のように試合シーンが長くなくストーリーも簡潔であり、その省略・抑制されたバランスのよい表現などから、あだち充のベストに挙げる人もいると評されている。

## あらすじ
埼玉県の私立栄泉高校に入学した大和圭介は、水泳部に所属した矢先、飛び込みの部員の1年生二ノ宮亜美から「人殺し」と告げられる。2人の実家はともに和菓子屋で、祖父の代からライバル同士であったが、二ノ宮の祖父は新製品の開発で無理が祟って身体を壊し、「やまとに殺された」と告げて亡くなったのだ。
イタズラじみた嫌がらせをしてくる亜美に振り回される圭介だったが、亜美の本当の人柄に少しずつ触れていく。そんな中、上鷺寮で恒例となっている『1日デートの日』の代表者として選ばれたことから、圭介と亜美はデートすることになってしまう。最初は仲が良くない2人だったが、互いに幼馴染であったことが判明し、様々な出来事を経ながら次第に惹かれ合っていく。
亜美に一目ぼれした関和明がカナヅチながら水泳部に入部し、圭介は関に泳ぎ方の基本を教えることとなり、そのことが自らの泳ぎを見直すキッカケとなって、伸び悩んでいたタイムを大きく縮めることに繋がる。やがて、海で溺れた亜美を自分が助けられなかった事を境にして、亜美が兄のように慕う自由形100m・200mの日本記録保持者である仲西弘樹と、圭介は亜美をかけて戦うことを決意する。
そして、高飛び込みの実力者小柳かおりの恋人であり、中学時代の自由形全国1位の芹沢裕司にインターハイで勝利した圭介は、日本選手権で仲西に挑むことになる。しかし、その直後、仲西が交通事故で選手生命が危ぶまれる負傷をし、日本選手権を辞退することになる。事故の原因を作ってしまった亜美は、復帰に焦る仲西のリハビリに付き添うようになる。
仲西と亜美の「婚約話」が双方の両親たちの間で進むなか、引退を撤回して選手復帰した仲西は、日本新記録を更新して奇跡の復活を遂げる。そして、仲西との勝負のかかった日本選手権で、亜美は圭介に曲のコピーを頼まれていたカセットテープに、「あなたが好きです」と自らの想いを録音して手渡すのであった。

## 登場人物

### 主人公
大和 圭介（やまと けいすけ）
本作品の主人公。私立栄泉高校水泳部の競泳の選手。栄泉高校1年C組、その後2年B組所属となる。実家は和菓子屋「やまと」で、将来は三代目を継ぐ予定。7月生まれ。中学時代に100m自由形で3年連続で全国3位になっているが、3位止まりの結果に自分の限界を感じ、高校では平泳ぎに転向しようとする。しかし、監督に言われて関に泳ぎの基本を教え込んだことが殻を破るきっかけとなる。その後、芹沢や仲西たちとのライバル関係などを通じて、自由形の選手としても人間としても成長していく。
父の誕生日(秋頃)になると毎年「親戚に不幸があった」ことにして学校を休んででも、家族で祝うことになっている。学生寮の上鷺寮の207号室で寝起きしており、二人部屋だが入学後は寮生が奇数だったらしく一人で暮らしている。元々競泳選手の仲西の大ファンで、寮の自室に彼のポスターを貼っている。自由形では後半からの追い上げを得意とし、古屋や仲西から競泳者としての素質を買われている。校内マラソン大会では、緒方や北野が欠場の時に学校第1位だった。おっちょこちょいな性格。昔から勝ったためしがないと言うくらいジャンケンが苦手。亜美の父とは面識がなかったがある時彼女の自宅に行ったことで出会ってしまい、正体がバレないよう“山田”という偽名を使ってそれ以降彼と接するようになる。
二ノ宮 亜美（にのみや あみ）
本作品のヒロイン。私立栄泉高校水泳部の飛びこみの選手。圭介と同じ学年で、その後2年A組所属となる。女子寮の207号室で暮らす。大和家とは犬猿の仲である和菓子屋「にのみや」の一人娘である。3月4日生まれ。中学時代は体操部に所属し、高校から飛び込みを始めたが飛び込みの成績は1年次は関東大会7位、2年ではインターハイ出場を決めている。学業に関しては成績優秀で、高校のテストでは学年1位をとっている。幼少期から高校入学後のしばらくまで圭介を恨み、忌み嫌っていた。入学直後に寮の伝統行事である「一日デート」を圭介とすることになる。仲西のせいで圭介から「大嫌いだ」と言われた事がある。
気の強い一面があるが、他人の長所を見つけるのはとても得意だが、仲西から「本当の自分の気持ちを他人に伝えるのは下手」と評されている。元々水泳を始めたのは、小学校低学年の頃に仲西から泳ぎを教わったことがきっかけ。また、仲西からスキーも教わったため得意。

### 栄泉高校の生徒
関 和明（せき かずあき）
私立栄泉高校水泳部の競泳の選手。1年次は、亜美と同じクラスに所属。7月13日生まれ。当初はモテるからという理由でバスケ部に入っていたが、入学から数日後に亜美に惚れて、泳げないのに水泳部に途中入部する。その際、古屋先生は非常に厳しい体力テストを課したが、それにただ一人合格するほど身体能力は高い。彼が泳げなかったことが、自身の指導係となった圭介のスランプ脱出の糸口となる。空手三段。1年次に圭介に女子生徒たちの着替えを覗いた疑惑が持ち上がるが、彼がその疑惑を亜美のせいにしたとして敵視し始める。弟がいる。
北野 京太郎（きたの きょうたろう）
私立栄泉高校水泳部の競泳の選手。1年次は亜美、和明と同じクラスに所属。水泳部での種目はバタフライで、体躯が大きく部員仲間の中でも背が高く筋肉質。温厚な性格で、成績は非常に優秀で、1年二学期の期末試験では学年1位を取っている。一年時の校内マラソン大会でも緒方に次ぐ学校第2位。寮では和明と同部屋の205号室で暮らしている。
緒方 剛（おがた たけし）
私立栄泉高校野球部の四番打者。1年C組。亜美と同じ中学の出身。これまでリトルリーグ、シニアリーグと常にピッチャーで4番バッターとして活躍し中学時代には野球部のスターとなった。栄泉には、野球部の監督から必死に口説かれたことで入学を決めた。元は投手だったが、中学2年生の頃に肘の故障で三塁手に転向した過去を持つ。将来はプロ野球選手になるのが夢。
中学時代から亜美に好意を持っており、彼女をデートに誘った男を次々と病院送りにしていた。学内マラソン大会では陸上部上級生を抜く学校第1位。ロックバンドのファン。素質に加え努力によってホームランバッターになったが陰で努力していることや試合での悔し涙を人前で見せない芯の強さを持つ。勝から「一見自分勝手に生きているように見えて人一倍まわりに気を配っている」と評されている。両親は共に北海道出身で、高校2年夏の県大会を最後に、余命短い母の為、家族とともに北海道に移住する。
久米 勝（くめ まさる）
私立栄泉高校陸上部の砲丸投げの選手。1年C組。寮では206号室で緒方と同部屋だが、その後2年生の夏頃から207号室に移り大和と同部屋となる。図体がでかく木を引っこ抜くほどの力持ち。関とは小中高と同じ学校に通ってきた。数人の兄弟がいる。自分が好意を寄せる女生徒・木下理恵子の、緒方に対する恋が実るように努力してしまう気のいい人物。

### 栄泉高校のその他生徒、教師など
成田（なりた）
私立栄泉高校のいわゆる番長。寮では、寮生委員として風紀などを取り締まっている圭介たちより2学年上の3年生だが、その後1学年留年する。本人曰く「小さいことはゴタゴタ言わない、器の大きさで番を張ってる物分かりのいい男」で威勢はいいが、実際には気が弱く入学時から生意気でそれぞれスポーツなどが得意な圭介たちにビビっている。身体能力は軒並み高い主人公の周囲の男子からは全く歯牙にかけられていないが、男気は持ち合わせている。あだちの後の作品である『クロスゲーム』は本作の続編ではないが、同じ名前、容姿のキャラクターが登場している。
古屋
私立栄泉高校の教師で、水泳部顧問で競泳のコーチ。中学時代に自由形で全国3位だった圭介が、平泳ぎに転向することをもったいなく思っている。水泳部に入部したばかりの関の指導係を大和に命じる。唯一の自慢は、頭のつむじが3つあること。
咲山
私立栄泉高校の女性教師。水泳部顧問で飛び込みのコーチで亜美に期待している。古屋に好意を寄せている。
校長
私立栄泉高校校長。過去に大場のおじいさんの合気道の道場に通い彼に教わっていたため、今でも頭が上がらない。
島田 三枝
寮生で亜美とは同室で友達。クラスは大和と同じく1年C組。亜美から「島ちゃん」と呼ばれている。亜美と自室で過ごしたり、時々お好み焼き屋『てっぱん』で食事するなどしている。2年生の冬休みに、京太郎がペンションまたは別荘のオーナーと知り合いだったことから大和たち主な面々でスキーしに行く。
木下 理恵子
亜美や島田の友達。2年次に圭介と同じ2年C組所属となる。高校ではテニス部に所属し、練習場が近い野球部のボールがよく飛び込んでくるため、緒方と面識がある。二面性があり男子の前ではブリっ子して丁寧な話し方をしているが、亜美たち同性だけの前では男言葉で話している。緒方に片思いしている。趣味は、ピアノと日本舞踊。勝によると「ちょっと口は悪いが思ったことハッキリ言うためテニス部では先輩後輩から一番好かれている」とされる。
米俵 和雄
栄泉高校の陸上部キャプテン。1歳年上の成田とは幼なじみ。父は、栄泉高校の校内10kmマラソン第1回大会優勝者。小さい頃の不注意で、父の青春時代の宝物である校内マラソンの優勝メダルを失くしており、自分の力でメダルを取り戻すために栄泉に進学しマラソンを始めた。秋に行われる校内マラソンで優勝を目指す。

### ライバル
仲西 弘樹（なかにし ひろき）
自由形100m・200mの日本記録保持者の大学生。仲西家(仲西グループ)の三兄弟の末っ子。亜美が兄と慕う許嫁的幼なじみで、昔彼女に泳ぎやウィンタースポーツを教えていた。過去に「にのみや」の店の経営状態か悪くなった時に自身の父が援助したことがあるなど、両家は親しい関係にある。「江川第2コーポラス」というマンションの502号室で一人暮らししており、時々亜美が自身の部屋を掃除しに来る。年下の圭介のことを同じ自由形スイマーとしてライバル視している。圭介のインターハイの帰り途中に運転していた車に子供が飛び込んできて、避ける為にハンドル操作を誤り事故を起こし選手生命を危ぶまれるが奇跡の復活を遂げ日本新記録を出す。趣味はバードウォッチングで鳥の名前に詳しい。
芹沢 裕司（せりざわ ゆうじ）
自由形100m・200mのインターハイ1位。圭介と同じ学年で愛知県にあるとされる南条工業高校に通う。小柳かおりの彼氏。圭介と同じく、仲西に競泳選手として憧れている。中学時代も全国1位だが、彼の泳ぎを見た仲西は「泳ぎが完成されていてムダがなく、この先驚異的にタイムを縮めることはないだろう」と評している。圭介からも「1年の時点で高校記録を塗り替える」「俺が努力と練習をしても勝てない」と高く評価されている。かおりと遠距離恋愛中だが、彼女の心が大和との間で揺れていることに気づき始める。
愛川 透
西倉学園高校の1年生で、大和より一学年後輩にあたる。大和や関と同じ自由形短距離選手で、100m自由形で大和と同タイムの記録を持つ。父親はスポーツウェアの製造会社で働いており、裕福な家庭育ち。以前はアメリカで暮らしていたが、高校入学時に一家で5年ぶりに日本に帰国した。表向き大人しそうな言動をしているが実は卑怯な性格で、素行の悪い友人に高級な食事をおごるなどして大和に嫌がらせにするよう指示し始める。仲間たちには横柄な態度で接しているが、これが祟って仲間たちから土壇場で裏切りに遭った。
小柳 かおり（こやなぎ かおり）
美杉学園の水泳部の飛びこみの選手。圭介と同じ学年。高飛び込みインターハイ2位の実力を持つ。芹沢裕司の彼女。美杉学園には室内プールがないことから、本人の希望で春までの間栄泉の許可を取った上で栄泉の施設で練習しに来る。髪型がベリーショートなことに加え、かつて（少年体型だった）自分の裸を見たにも関わらず男と誤解し続けた圭介（男子更衣室と思い込んでいた）に対して一方的に恨みを持っている。当初は、二ノ宮を圭介の彼女と誤解して彼女に対してもライバル意識を燃やし、何かと突っかかっていた。圭介の人となりを知ってゆくとともに、次第に圭介に惹かれていく。

### 家族
大和 康介（やまと こうすけ）
圭介の父親で和菓子店「やまと」を経営する。しかし商売魂はなく先代から受け継いだ遺産を食い潰す放蕩親父。高校生辺りの若い女性をナンパするなど軽薄な性格で、大和が高校2年生の夏休みの頃に、康介はナンパ目的で仲西家の別荘近くの海辺に「和菓子やまと海の保養所」を開く。軽薄ではあるが人を見る目は確かで、肝心なところは退かない貫禄を持つ。圭介が亜美に好意をもっている事にも気づいている。愛煙家でいつもパイプでタバコを吸っている。
二ノ宮 憲次郎
亜美の父親。和菓子「にのみや」社長。フルネームは映画版オリジナルのもので、原作では公表されていない。自分の代でやまとの店を全て潰すことに執念を燃やす。大和への恨みをバネに先代から継いだ店をより大きく広げている。柔道三段。寝る前にベランダで「くたばれ、やまとォ」と叫ぶのが日課。亜美から圭介を「山田君」と紹介され、とても気に入っていた。そんな圭介が商売敵の息子だと知り、また大和家の面々との接触を通じて、大和家に対して複雑な思いを抱くようになる。ちなみに「にのみや」は、亜美が高校2年生の冬頃に創業50周年を迎える。
大場（おおば）のじいさん
合気道の道場主。先代大和、亜美の父親の学友。大和家と二ノ宮家が仲違いするようになってからも自身は中立的な立場として両家に顔を出し、忙しい両親に代わって幼い圭介、亜美の子守をしていたこともある。その後アメリカで合気道の道場を開いていた時期がある。成長していく2人の行く末を見守る役目を担う。
けいすけ（鶏助）
上鷺寮行事である「一日デートの日」の記念に亜美が、たまたま立ち寄った露天商で買ったヒヨコ。そのまま亜美のペットとなり、彼女のルームメイト・島田によって、圭介とは関係なく名付けられた。ヒヨコから成長して亜美が一年生の2学期には、立派な(？)雄鳥となる。当初上鷺寮の亜美の自室で飼われたが、成長してからは古屋か作った小屋で寝起きするようになる。ちなみに文庫版の背表紙に使われている。

## 作中で登場する名称など
私立栄泉高校
埼玉県にあるという設定で、生徒は高校付属の学生寮「上鷺寮」の寮生と自宅から通う通学生がいる。ちなみに小柳かおりが通う美杉学園は、栄泉高校の姉妹校。
上鷺寮（かみさぎりょう）
圭介たち栄泉高校の生徒たちが暮らす学生寮。男性寮と女性寮に分かれており、基本的に二人部屋となっている模様。寮では当番制で、早朝の庭掃除・ゴミ集めなどの雑用を一週間する決まりがある。ちなみに無断外泊すると、3ヶ月間外出禁止が課されるとのこと。
「一日デートの日」
上鷺寮に何年も前から伝わる伝統行事。毎年寮生の中から選ばれた男女一人ずつが一日デートするというもの。仮に相手が異性としてタイプでない場合でも、必ず2人でデートを遂行しなければならないという決まりになっている。ちなみにこの行事を経験したカップルのうち、その後実際に恋人同士になった男女はいまだかつて存在したことがない、というジンクスがある。
「てっぱん」
栄泉高校の近所にあるお好み焼き屋。大和たちが放課後や休日などに時々訪れる店で、作中では彼らがここで食事しながら色々と会話する。
「にのみや」と「やまと」
亜美の祖父が経営していた和菓子屋「にのみや」と、ほどなくして圭介の祖父が経営を始めた和菓子屋の「やまと」。元々現在とは別の場所にあった「にのみや」の家に圭介の祖父が遊びに行っていた。後日見様見真似で菓子作りを覚えた圭介の祖父が、「にのみや」のヒット商品をパクって同店の真向かいに「やまと」を開業。それ以降圭介の祖父と亜美の祖父は、長年に渡ってそれぞれの店の存続を懸けて競争するようになった。
何年か後に「にのみや」が現在の場所に移転したが、亜美の祖父が新商品開発による徹夜生活がたたり、「やまとに殺された」との一言を残して亡くなった。奇しくもその半年後に圭介の祖父も亡くなったが、亜美の祖父の「やまと」への恨みは亜美の父そして彼女自身に受け継がれ、2人により圭介も恨まれるようになった。

## 映画
『ラフ ROUGH』の題で2006年8月26日より全国東宝系にて公開。主演は長澤まさみと速水もこみち。
同級生の「関」「北野」のほか、原作では準レギュラー格だった「芹沢」や、本作におけるコミックリリーフを務める番長「成田」などが登場せず、逆に映画版のオリジナルキャラクターが何人か登場している。
また、緒方剛が野球部から水泳部の飛び込みに、久米勝が陸上部から柔道部に変更されている他、小柳かおりが他校生ではなく栄泉の選手になっているなど、細かな変更がなされている。
ラストの大和圭介と仲西弘樹の対決は、原作ではどちらが勝ったか描かれなかったが、映画では勝敗が描かれている。

### 出演
- 二ノ宮亜美：長澤まさみ
- 大和圭介：速水もこみち
- 仲西弘樹：阿部力
- 緒方剛：石田卓也
- 木下理恵子：高橋真唯
- 久米勝：森廉
- 田沼春子[4]：安藤なつ
- 東海林緑[4]：黒瀬真奈美（第6回東宝「シンデレラ」オーディショングランプリ）
- 小柳かおり：市川由衣
- 古屋武人[4]：八嶋智人
- 咲山信子[4]：田丸麻紀
- 渡いさむ[4]：徳井優
- 二ノ宮憲次郎[5]：松重豊
- 東海林茂子[4]：渡辺えり子
- 女子生徒[4]：池澤あやか、増元裕子（第6回東宝「シンデレラ」オーディション審査員特別賞）

### スタッフ
- 監督：大谷健太郎
- 制作：本間英行
- プロデューサー：山中和成、久保田修
- エグゼクティブプロデューサー：市川南
- 企画：川村元気
- 原作：あだち充／『ラフ』（小学館／少年サンデーコミックス）
- 脚本：金子ありさ
- 撮影：北信康
- 視覚効果プロデュース：小川利弘
- 美術：都築雄二
- 編集：今井剛
- 録音：鶴巻仁
- 助監督：村上秀晃、兼重淳
- 照明：川辺隆之
- 音楽プロデューサー：北原京子
- 音楽：服部隆之
- 主題歌：「ガラナ」 歌、演奏：スキマスイッチ
- 挿入歌：「ふれて未来を」「全力少年」「奏（かなで）」 歌、演奏：スキマスイッチ
- スペシャル挿入歌：「君といつまでも」 歌：加山雄三
- VFXスーパーバイザー：坂美佐子、荒木史生
- VFXディレクター：太田垣香織
- 製作統括：島谷能成、亀井修、高田真治、奥野敏聡、三木裕明
- 製作：「ラフ」製作委員会（東宝、小学館、日本テレビ放送網、OLM、IMJエンタテインメント）
- 配給：東宝

### 興行成績
- 興行収入：4億9000万円
- 観客動員数：39万人

### 評価
- 文春きいちご賞2006年度第8位